# Casa Turca
La Casa Turca (in croato Turska kuća), nota anche come Casa Bartolich-Galletich-Nicolaides, è un edificio storico di Fiume.

## Storia
Il palazzo venne eretto nel 1879 per Antonia Bartolich Galletich, una nobile locale, che, rimasta vedova di suo marito, Tommaso Galletich, si risposò con un uomo di origini greco-armene di nome Nikolai Nikolaki Effendi de Nicolaides, all'epoca ventiduenne. Questi, che aveva servito per diversi anni come rappresentante diplomatico e commerciale turco in Spagna, era stato nominato console della Turchia a Fiume nel 1898.
Qualche anno più tardi, nel 1906, il palazzo venne rimaneggiato per volere della coppia: si procedette all'aggiunta di un ulteriore livello (il quarto) e le facciate vennero rifatte alla moda orientale secondo i progetti dell'architetto Carlo Conighi.

## Descrizione
L'edificio si distingue per lo stile eclettico di ispirazione orientale che coniuga elementi dell'Art Nouveau, dello storicismo e dell'arte moresca utilizzato nella facciata. Presenta finestre ad arco variamente conformate e diverse decorazioni, tra le quali figurano motivi geometrici e floreali e 96 ornamenti calligrafici, unici nel loro genere, consistenti nell'iscrizione, realizzata in quattro diverse varietà dell'alfabeto arabo (nastaliq, thuluth, kufic e tugrai) di versetti tratti dal Corano. Sono tuttavia presenti anche rappresentazioni di figure umane, tratto, questo, estraneo all'arte islamica.

## Galleria d'immagini

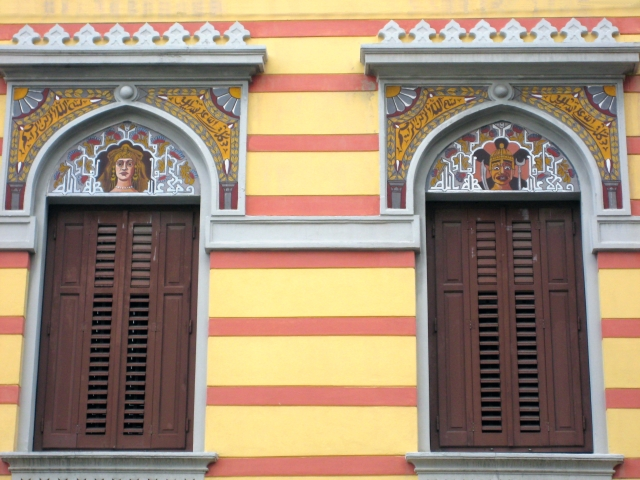
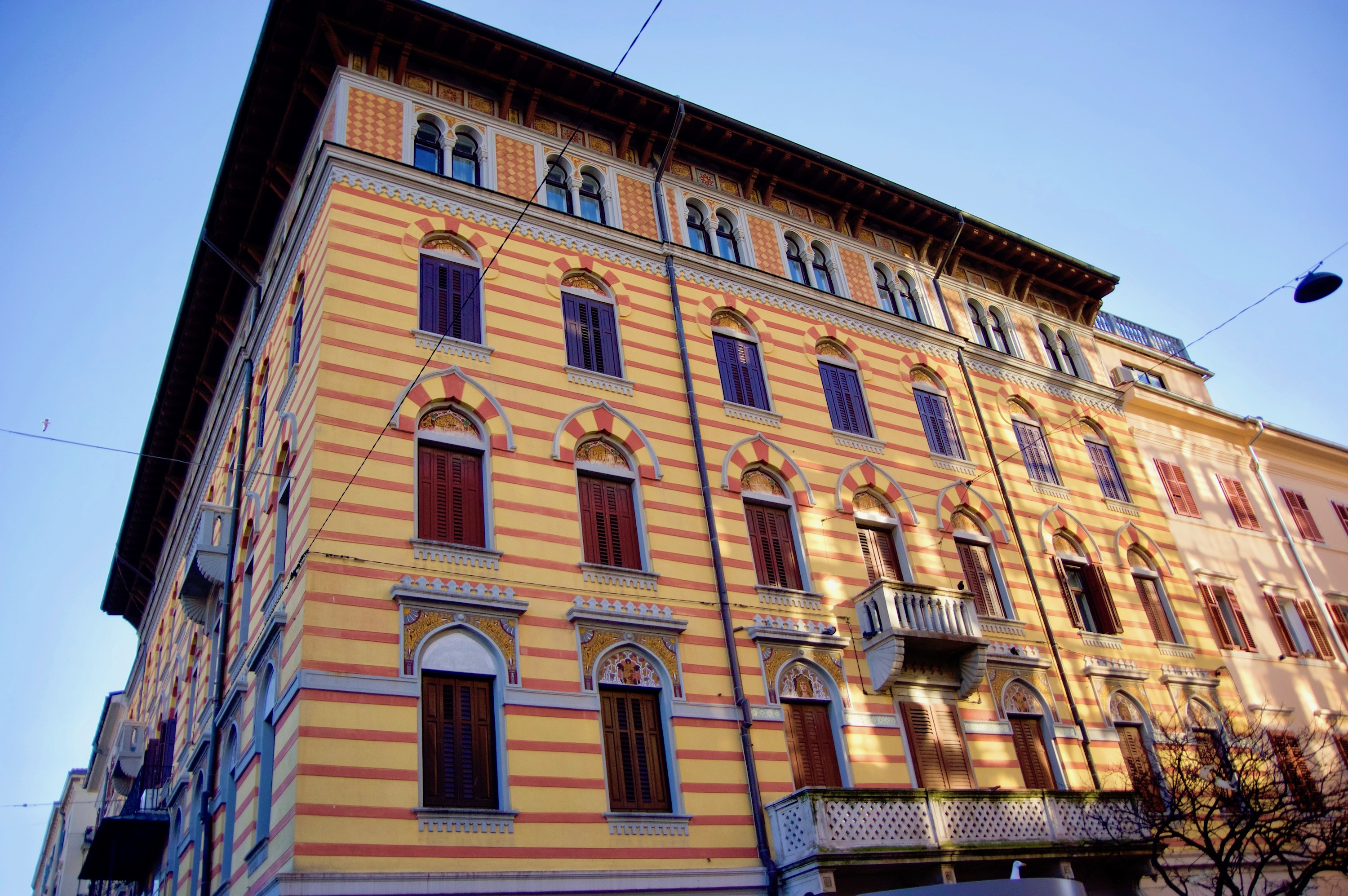
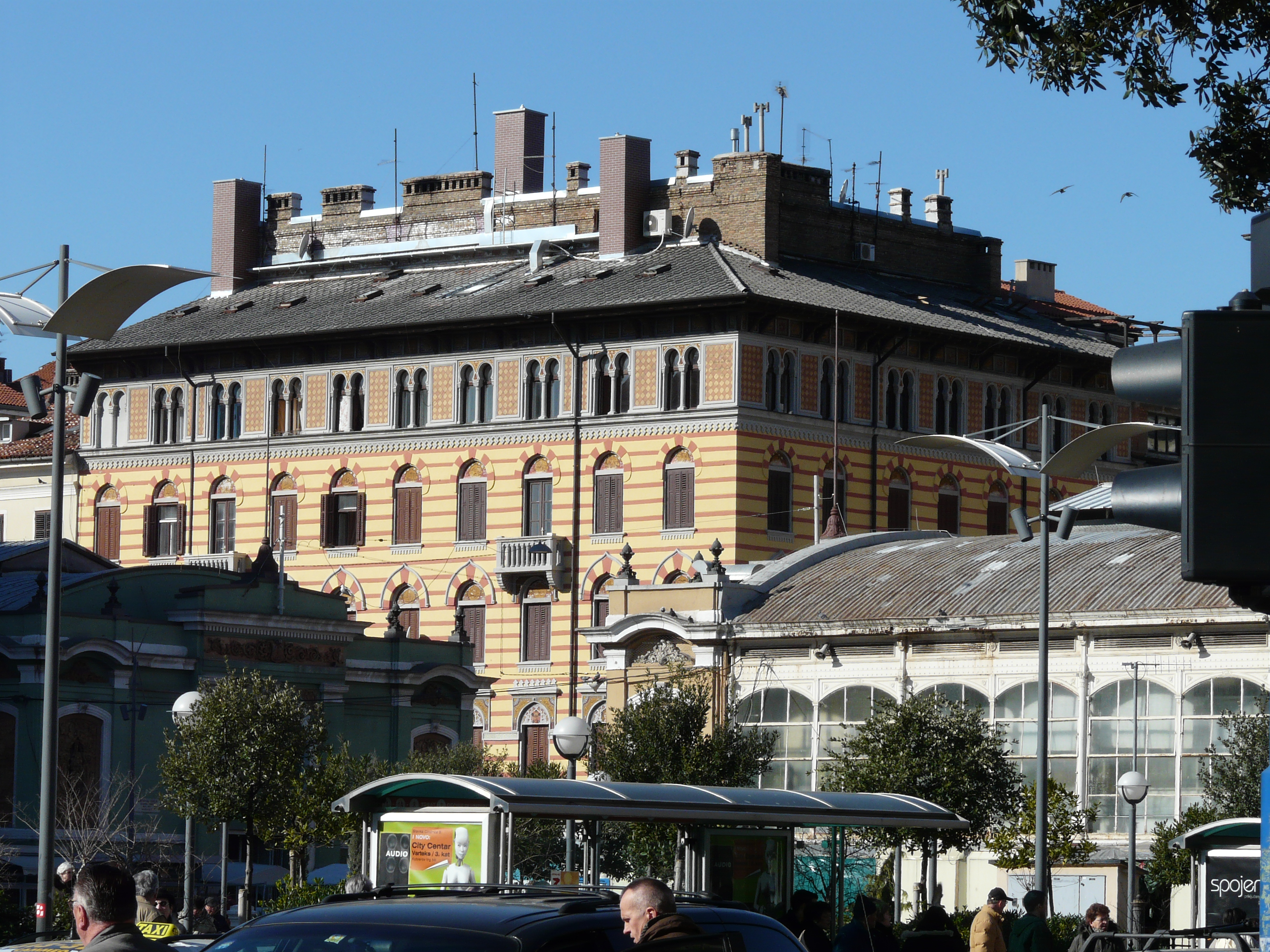